# 一色有義
一色 有義（いっしき ありよし）は、南北朝時代の武将。吉良満義の次男。吉良四郎、左馬助、左京亮。吉良流一色氏、永吉氏の祖と伝わる。兄弟に吉良満貞、吉良尊義、岡山満康、橋田満長がいる。

## 生涯

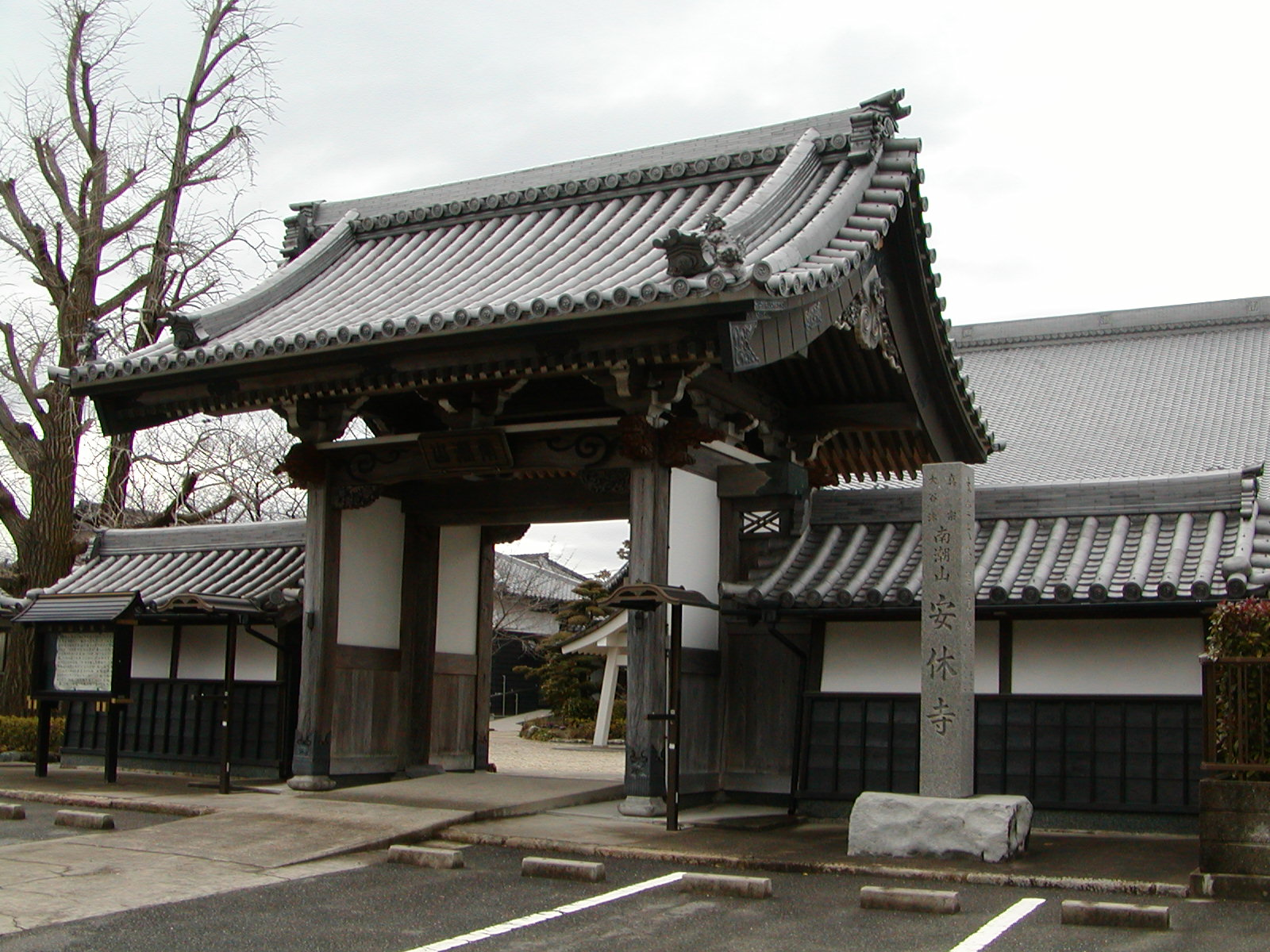
一色有義開創の安休寺(愛知県西尾市一色町一色中屋敷)

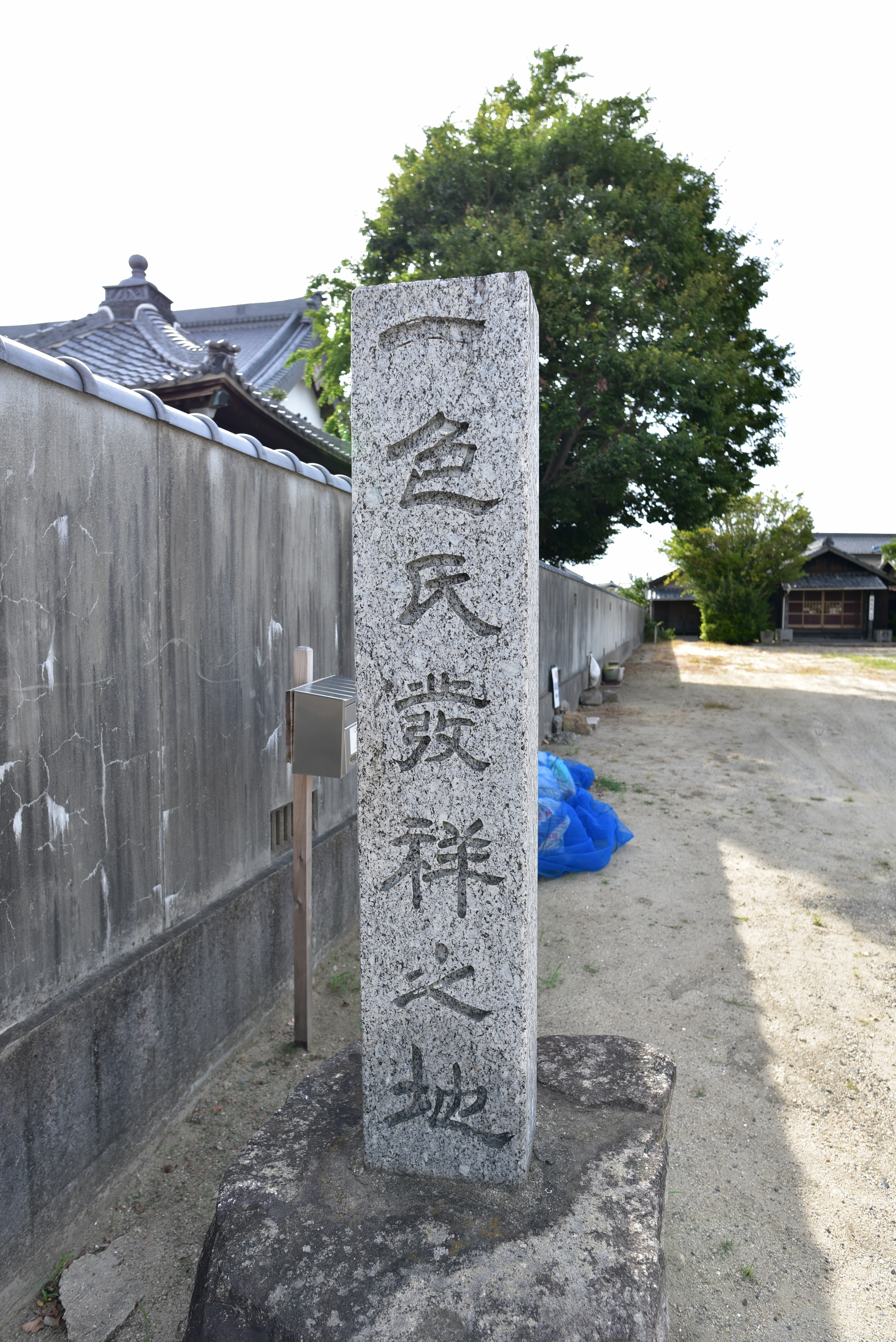
安休寺隣にある一色氏発祥之地の碑

吉良氏の一族で、三河国幡豆郡吉良荘（現在の愛知県西尾市）内一色郷（同市一色町）を領したことから「一色殿」と呼ばれた。有義以前、一色の地は足利泰氏の子である一色公深及びその子頼行が本貫の地としていたが、早い段階で関東へ移り住み、吉良氏が領することになった。赤羽根城に居住したと伝わる。
元弘の乱から中先代の乱を経て南北朝分裂、観応の擾乱にいたるまで父満義、兄満貞と行動を共にしたと見られるが、名前が記録に見出せず『太平記』などの軍記物語にも登場しないため詳細は不明である。
正平11年（1356年）に父満義が没すると、その菩提を弔うため、翌年、一色の地に安休寺を創建した。
弘和3年4月8日（1383年5月18日）没。法名は真西。積善寺殿と号した。
有義の子孫については系図が残っておらず詳細は不明である。西尾市岩瀬文庫所蔵の『西尾草創伝』に「一色村ニ宗北ト云者ノ屋敷跡アリ」とあり、この宗北が赤羽根城主一色有義の直系の子孫であると書かれている。

## 上総左馬助
貞和2年/興国7年（1346年）10月に因幡国守護、貞和5年/正平4年（1349年）閏6月に周防国守護としての活動が確認できる人物に「上総左馬助」がいる。名字を記されず「上総」を名乗っていることから、吉良氏一族と見られており、「左馬助」の名乗りから吉良氏家（吉良貞家弟）、一色有義の二人が候補としてあげられる。
守護としての活動がみられる2ヶ国は、貞家ゆかりの地で（前任の因幡守護が貞家であり、周防に所領を有していた）兄の後を継いで吉良氏家がこの地を治めたと考えてもおかしくないが、『尊卑分脈』に氏家が但馬国で戦死したという記述があり、「上総左馬助」が守護を務めていた時期には既に戦死していた可能性がある。一方、「上総左馬助」を一色有義と考えた場合、父である吉良満義と因幡・周防との関係が史料上から伺えず、兄である吉良満貞（上総三郎）が未だ官途を名乗っていない時期に弟が「左馬助」を名乗るのは疑問が残る。
仮に「上総左馬助」が一色有義であるとした場合、文和2年/正平8年（1353年）1月、足利尊氏が鎌倉で弓始を挙行した際、「吉良左馬助」が小侍所を務めたという記録があり（『御的日記』）、南朝と結んで幕府に敵対していた兄満貞とは別行動をとっていたことがわかる。